# 阪神園芸
阪神園芸株式会社（はんしんえんげい）は、兵庫県西宮市に本社を置く阪神電気鉄道系列の造園会社。阪急阪神ホールディングス傘下の企業の一つで、阪急阪神東宝グループにも所属している。
京阪園芸（京阪電気鉄道の関連会社）や近鉄造園土木（近畿日本鉄道の関連会社）などと並んで、近畿地方における鉄道会社系造園会社の一つで、1979年からは西宮市内に所在する阪神甲子園球場のグラウンド整備業務を請け負っている。

## 概要
阪神電気鉄道（阪神電鉄）が阪神甲子園球場の近辺で運営していた遊園地「甲子園阪神パーク」の園芸部門を母体に、同社の関連会社として1968年に設立された。設立後は、グループ会社や官公庁からの委託事業も受注するかたわら、兵庫県内における阪神電鉄の沿線地域（西宮市や芦屋市）で富裕層が所有する邸宅の造園などを手掛けることで事業を拡大。2019年時点での事業規模や売上高は、関西地方に本社を置く造園会社でトップクラスにあった。
阪神タイガース（甲子園球場を本拠地に使用するセントラル・リーグ加盟のプロ野球球団）に対する村上ファンドからの買収提案（2005年秋）に端を発する阪急・阪神経営統合（2006年6月29日）の一環で阪急阪神ホールディングスが発足してからも、阪神電気鉄道の完全出資による子会社として運営されていた。発足の当初はクリエイティブ阪急（旧阪急電鉄系列の造園会社）も存続していたが、当社の事業規模や知名度が発足前から高かったことなどから、2012年6月1日付でクリエイティブ阪急を吸収合併。これを機に、クリエイティブ阪急の事業を承継した。阪急・阪神の経営統合後も存続する阪神電鉄系の関連会社の多くが「阪急阪神」を社名に入れる一方で、当社は「クリエイティブ阪急」の名を大阪支店内の事業部（クリエイティブ阪急事業部）に付けているだけで、社名を変更していない。なお、吸収合併の当初は阪急電鉄が全体の10%を出資していたが、後に阪神電気鉄道の100％出資に戻っている。
- 本社：兵庫県西宮市甲子園浦風町16番24号（阪神甲子園駅西方高架下）
- 支店：大阪支店（大阪府茨木市）、東京支店（東京都品川区）

## 業務内容

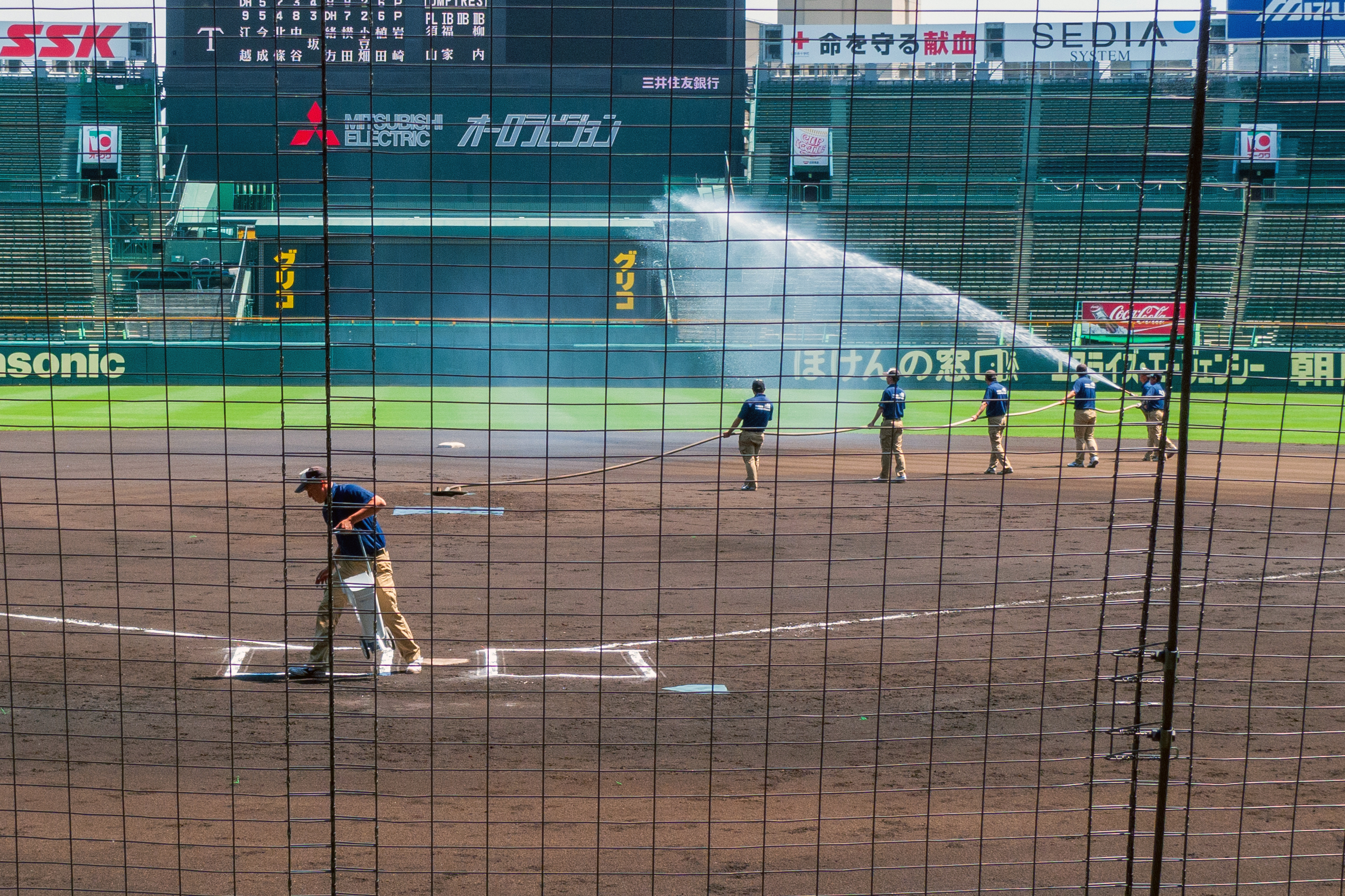
阪神甲子園球場のグラウンド整備を行う阪神園芸のグラウンドキーパー

阪神甲子園球場・阪神鳴尾浜球場・兵庫県立明石公園第一野球場・名古屋市瑞穂公園陸上競技場・甲子園テニスコート（阪神甲子園球場に隣接）といったスポーツ施設の芝生管理や、阪神阪急グループ内の他社が運営する公園・施設（布引ハーブ園や阪急西宮ガーデンズなど）の都市緑化活動を主に手掛けている。
阪神甲子園球場では、阪神タイガース主催試合・高校野球大会の開催時におけるグラウンド整備にとどまらず、スコアボード上の旗の掲揚・降納、試合中に怪我や体調不良に見舞われた選手の担架による搬送・救急車の手配なども担っている。さらに、スタンドの外壁を覆うツタの水やりや剪定に特化した職員を若干名配置している。グラウンドの整備については、長らく男性の職員だけで担っていたが、2022年8月2日に開催された第26回全国高校女子硬式野球選手権大会決勝からは女性の職員も加わっている。
阪神タイガースの春季キャンプ期間中には、グラウンドキーパーの一部を、キャンプで使用する宜野座村営野球場（沖縄県宜野座村）に派遣。現地自治体の職員などと共にグラウンド整備に従事している。2022年までは、新人・若手選手や故障者向けのキャンプに使用されていた安芸市営球場（高知県安芸市）にも派遣。新型コロナウイルスの影響でキャンプを無観客で実施した2021年にも、両球場への派遣を続けていた。宜野座村では、阪神一軍キャンプの招致を続ける理由の一つに「村営野球場を管理している職員が阪神園芸のグラウンドキーパーからグラウンド整備の技術を習得できること」を挙げている。
東北楽天ゴールデンイーグルスの本拠地・宮城球場が内外野グラウンドに天然芝を敷設した2016年には、マウンドおよび土のエリアを整備・管理するノウハウを伝授すべく、スタッフを現地へ1年間常駐させた。その後も、土のエリアのメンテナンスを請け負っている。
当社は、阪神甲子園球場の内野グラウンドに使われている土と同じ比率で黒土を配合した混合土を、野球のグラウンドなどで使われる土の補充用として販売している。一時は一般向けにも販売していたが、販売価格より高額での転売が横行したことなどから、現在は販売の対象をグラウンド所有者（学校や企業など）向けの大口取引に限定。さらに、転売を禁止する旨の契約書に署名させるなどの条件を課している。2010年8月には、この混合土を「阪神園芸グラウンドキーパーの土 ～土も生きている～」という数量限定商品として15リットル入り1袋2,310円（消費税込み、配送料別）で発売したところ、注文が殺到したため数日後に発売の中止を余儀なくされた。
もっとも、阪神甲子園球場の公認で製作された記念グッズの一部（設立90周年の2014年・95周年の2019年に数量限定で販売されたキーホルダーなど）には、甲子園球場の内野グラウンドから採取された土がメダルなどに埋め込まれている。新型コロナウイルスへの感染が拡大していた2020年には、日本高等学校野球連盟（日本高野連）主催の全国大会（第92回選抜高等学校野球大会・第102回全国高等学校野球選手権大会および第65回全国高等学校軟式野球選手権大会）、男子の硬式選手権大会への出場校を決める地方大会、全国高等学校女子硬式野球連盟主催の全国大会（第21回全国高等学校女子硬式野球選抜大会・第24回全国高等学校女子硬式野球選手権大会・第11回全日本女子硬式野球ユース選手権大会）、全日本女子軟式野球連盟が主催する第18回全国高等学校女子軟式野球選手権大会が軒並み中止に追い込まれたことを受けて、上記の連盟に加盟する高校の3年生硬式・軟式野球部男女部員とマネジャー全員（約5万名）に「甲子園の土キーホルダー」を贈呈する企画（タイガースで当時一軍の監督を務めていた矢野燿大およびコーチ・選手からの発案）に協力。当社職員が阪神球団・阪神甲子園球場の関係者と共にグラウンドで採取した土を埋め込んだキーホルダー（約4万8700個）を、8月31日に阪神球団から全加盟校へ発送した。
2020年の「令和2年度夏季青森県高校野球大会」（上記の事情で中止された第102全国高等学校野球選手権青森大会の代替大会）の開催期間中には、上記の混合土が、メイン会場の青森市営野球場の内野グラウンドに使われた。青森県内から社会人野球に参加している青森銀行硬式野球部の有志が「青森の高校野球応援!2020年は甲子園と同じ土で完全燃焼を!」というプロジェクトを通じてクラウドファンディングで支援金300万円を集めたことによるもので、大会を主催する青森県高等学校野球連盟は、この支援金で阪神園芸からおよそ35トンの混合土を購入した。
全国における上記の代替大会前後に甲子園球場で開催された2020年甲子園高校野球交流試合（第92回選抜高等学校野球大会への出場が決まっていた全32校による招待試合）では、新型コロナウイルス感染防止策の一環として、試合後にベンチ前で選手が出場の記念に土を集める行為（いわゆる「土取り」）が禁止された。当社では、この措置を受けて、試合を開催しない時間帯に内野グラウンドの土を採取。上記のキーホルダーとは別に、採取した土を、閉幕後に招待校のベンチ入り部員全員へ贈呈した。
日本高野連は、選抜高等学校野球大会と全国高等学校野球選手権大会を再開した2021年以降も、2023年の8月に第105回全国高等学校野球選手権記念大会が甲子園球場で開催されるまで両大会における「土取り」を禁じていた。このような事情から、当社では2023年春の第95回記念選抜高等学校野球大会まで、選抜大会・選手権本大会出場校の全部員に対するキーホルダーの贈呈を続けた。

## 評価
グラウンド整備事業による売上の規模は本業（造園部門）の3分の1程度ながら、甲子園球場での整備作業に対する野球関係者・ファンからの評価は高く、造園事業の引き合いが増えるなど会社全体にも好影響を与えている。
甲子園球場で開催中（または開催予定）の試合が雨天に見舞われた際の迅速なグラウンド整備作業は「神整備」と呼ばれていて、他業種からの転職を経て長らく作業に携わっていた金沢健児（2023年3月の時点ではスポーツ施設本部の甲子園施設部長）の著書のタイトル（後述）などにも使用。2018年3月からは、当社の監修に基づく阪神電鉄とのコラボレーション企画として、「阪神甲子園球場のグラウンドキーパー職人技」と称する期間・数量限定グッズが高校野球の開催期間を中心に場内などで販売されている。
このような評価や展開のきっかけになったのは、阪神タイガースが横浜DeNAベイスターズを迎えて甲子園球場で開催した2017年のクライマックスシリーズ　ファーストステージである。このステージでは、大雨の影響で定刻（14:00）から1時間3分遅れで始まった第2戦（10月15日）において、イニングが変わるたびに内野グラウンドの土を入れ替えるなどの整備で試合の成立に貢献。もっとも、翌16日に組まれていた第3戦は、大雨の影響で17日に順延された。実際にはこの雨が17日の正午過ぎまで降り続いた影響で、内野グラウンドが泥沼と化していたが、当社のグラウンドキーパーがおよそ4時間半がかりで整備することによって定刻（18:00）での試合開始に漕ぎ着けた。
甲子園球場や阪神鳴尾浜球場を本拠地に使用する阪神タイガースの選手の一部（和田豊、福原忍、俊介など）は、現役引退の記者会見やセレモニーでグラウンド管理のレベルの高さを称賛するとともに、グラウンドキーパーに感謝の意を述べている。

## 関連人物
- 渡真利克則

阪神タイガースのOBで、現役時代は内野手としてプレー。1992年に福岡ダイエーホークスで現役を引退してからセントラル・リーグの関西事務局で審判を務めていたが、体調を崩したことを機に2010年に当社へ転職した。転職後は整備第一課の主任として、鳴尾浜球場のグラウンド整備作業に携わっている。
- 山川猛

西武ライオンズ創設メンバー（捕手）の1人で、1983年に阪神タイガースへ移籍。1988年限りで現役を退いてからも、タイガースで一軍のバッテリーコーチ補佐やプロスカウトを2016年まで務めていた。タイガースからの退団と学生野球資格の回復に向けた研修会への参加を経て、2017年から2019年まで、当社の職員として阪神甲子園球場のグラウンド整備作業などに従事。富山県氷見市に住む義母の看護を理由に、当社を退社したうえで2020年から市内へ移住すると、2022年9月から富山県立氷見高等学校の硬式野球部でコーチを務めている。
- 柴田凌

新卒で2018年に入社。2022年まで当社の職員として阪神甲子園球場のグラウンド整備作業を中心に従事した。勤務中にタイガースの外国人選手をサポートする通訳を見たことをきっかけに語学習得を決意する。退社後に語学留学を経てスペイン語を習得すると、2024年にはオリックス・バファローズに通訳としての入団を果たした。

## 関連書籍
- 金沢健児『阪神園芸 甲子園の神整備』（2018年8月2日初版刊行、毎日新聞出版、ISBN 978-4620325323）

阪神甲子園球場の事務職員だった女性の長男で、1988年3月に中途採用で入社した著者が、甲子園球場のチーフグラウンドキーパー時代に執筆。阪神園芸設立50周年の節目に刊行された。2023年1月31日からは「毎日文庫」版も発売（ISBN 978-4620210544）。
- 朝倉宏景『あめつちのうた』（2020年6月17日初版刊行、講談社、ISBN 978-4065196878）

高校球界強豪校の硬式野球部で記録員として夏の選手権大会に参加した後に、当社の職員として甲子園球場のグラウンド整備に携わり始めた男性（雨宮大地）を主人公に据えた小説。主人公のモデルは実在せず、ストーリーや他の登場人物の設定などもフィクションだが、同球場におけるグラウンド整備の実態がグラウンドキーパーに関する描写に反映されている。
- 金沢健児『すごいグラウンドの育て方 阪神甲子園球場のひみつ』（2023年7月20日初版刊行、Gakken、ISBN 978-4-05-205717-5）

甲子園球場が開場から2024年8月1日に100年を迎えることを前に、1年間にわたる場内のグラウンド整備の流れや、グラウンド上の天然芝と土にまつわる秘話をまとめたノンフィクション。1年間の整備作業を収めた当社所蔵の写真や、読者が最寄りのグラウンドを整備するうえでのコツを解説したイラストを使用するなど、小学生でも楽しく読めるような工夫が施されている。